# Spizaetus
Spizaetus – rodzaj ptaków z podrodziny jastrzębi (Accipitrinae) w rodzinie jastrzębiowatych (Accipitridae).

## Zasięg występowania
Rodzaj obejmuje gatunki występujące w tropikalnej części Ameryki.

## Charakterystyka
Długość ciała 51–80 cm, rozpiętość skrzydeł 110–166 cm; masa ciała 750–1632 g; samice są większe i cięższe od samców. Jest to grupa średniej wielkości ptaków, których siedliska znajdują się w strefie tropikalnej. Każdy z gatunków ma charakterystyczny, sterczący czubek na głowie. Środowiskiem życia tych ptaków są tereny leśne. Gniazda budują na drzewach. Nie zaobserwowano u nich znaczącego dymorfizmu płciowego. Obydwie płcie mają podobne ciemnobrązowe upierzenie. Żywią się małymi ssakami, innymi ptakami oraz gadami.

## Systematyka

### Etymologia
- Spizaetus: gr. σπιζιας spizias „jastrząb”, od σπιζα spiza „zięba”, od σπιζω spizō „ćwierkać”; πιαζω piazō „chwytać”; αετος aetos „orzeł”[10].
- Plumipeda: łac. plumipes, plumipedis „pióro-stopy”, od pluma „pióro”; pes, pedis „stopa”, od gr. πους pous, ποδος podos „stopa”[10]. Gatunek typowy: Falco superbus Shaw, 1809 (= Falco ornatus Daudin, 1800).
- Spizastur: gr. σπιζιας spizias „jastrząb”, od σπιζα spiza „zięba”, od σπιζω spizō „ćwierkać”; πιαζω piazō „chwytać”; łac. astur, asturis „jastrząb”[10]. Gatunek typowy: Falco atricapillus Temminck, 1821 (= Buteo melanoleucus Vieillot, 1816).
- Pternura: gr. πτερνις pternis „jastrząb”; ουρα oura „ogon”[10]. Gatunek typowy: Falco tyrannus zu Wied-Neuwied, 1820.
- Tolmolestes: gr. τολμα tolma, τολμης tolmēs „odwaga, śmiałość”; λῃστης lēistēs „pirat, złodziej”, od λῃστευω lēisteuō „kraść”[10]. Nowa nazwa dla Spizastur ze względu na puryzm.
- Oroaetus: gr. ορος oros, ορεος oreos „góra” (tj. kolumbijskie Andy); αετος aetos „orzeł”[10]. Gatunek typowy: Falco isidori Des Murs, 1845.

### Podział systematyczny
Do rodzaju należą następujące gatunki:
- Spizaetus tyrannus (zu Wied-Neuwied, 1820) – wojownik czarny
- Spizaetus melanoleucus (Vieillot, 1816) – wojownik białogłowy
- Spizaetus ornatus (Daudin, 1800) – wojownik ozdobny
- Spizaetus isidori (Des Murs, 1845) – andowik

Fragment kladogramu z uwzględnieniem rodzaju Spizaetus:
|  | S. melanoleucus                                           |
|  |                                                           |
|  | \| \| S. ornatus \| \| \| \| \| \| S. isidori \| \| \| \| |
|  |                                                           |
|  | S. ornatus                                                |
|  |                                                           |
|  | S. isidori                                                |
|  |                                                           |

|  | S. ornatus |
|  |            |
|  | S. isidori |
|  |            |

|  | S. melanoleucus                                           |
|  |                                                           |
|  | \| \| S. ornatus \| \| \| \| \| \| S. isidori \| \| \| \| |
|  |                                                           |
|  | S. ornatus                                                |
|  |                                                           |
|  | S. isidori                                                |
|  |                                                           |

|  | S. ornatus |
|  |            |
|  | S. isidori |
|  |            |